# Snoecks
Het jaarboek van Snoecks was een van oorsprong Belgische almanak, die ook in Nederland werd uitgebracht. Elk jaar in oktober werd er een nieuwe editie uitgegeven met meer dan 500 pagina’s bijdragen over literatuur, fotografie en andere kunsten. 
Snoecks verscheen voor het eerst in 1923. De Gentse drukkersfamilie Snoeck gaf toen al sinds 1782 de kleine Snoeck’s Almanak uit. De “Groote Snoeck’s Almanak” bood meer verhalen en was rijker geïllustreerd dan de kleine. Het Snoecks jaarboek, werd in belangrijke mate bedacht en vormgegeven door Serge Snoeck (1923-1997). In de jaren zestig zorgde hij voor een verbreding van de ‘grote almanak’. Er kwam meer ruimte voor fotografie, plastische kunsten, film en design. Snoecks liet in de uitgave van 1969 de apostrof vallen en kreeg als ondertitel ‘literair jaarboek voor zuid en noord’ mee. Voor het eerst verscheen het jaarboek in Vlaanderen én in Nederland. Het boek wordt als een lifestyleproduct in de markt gezet. Vanaf 2012 verscheen het jaarboek met twee verschillende covers, één met de traditionale glamourcover met een vrouw centraal en de alternatieve cover met een beeld uit een van de reportages.
De 98ste en laatste Snoecks editie verscheen in 2022. De reden hiervoor was het overlijden van hoofdredacteur Geert Stadeus. Nadat hij in een kunstmatige coma werd gehouden na een fietsongeval, overleed hij eind november 2021. De hersenschade bleek te groot en volgens de uitgever begon en eindige Snoecks bij Stadeus als hoofd- en eindredacteur: zijn rol viel door niemand anders in te vullen.  